# William Addison (Schachspieler)
William Grady Addison (* 28. November 1933 in Baton Rouge, Louisiana; † 29. Oktober 2008 in San Francisco) war ein US-amerikanischer Schachspieler.
Addison gehörte in den 1960er Jahren zu den stärksten Schachspielern der USA. Er nahm fünfmal an den US-Meisterschaften teil und belegte 1969/70 Platz 2 hinter Samuel Reshevsky.
Außerdem vertrat er die USA bei den Schacholympiaden 1964 in Tel Aviv und 1966 in Havanna, wobei er 1966 mit der Mannschaft den zweiten Platz erreichte. Im Jahre 1967 erhielt er den Titel eines Internationalen Meisters verliehen. Sein letztes und zugleich bedeutendstes Einzelturnier bestritt Addison beim Interzonenturnier Palma de Mallorca 1970. Dort belegte er Platz 19. Danach zog er sich vom Turnierschach zurück und konzentrierte sich auf seine berufliche Karriere im Bankwesen. In San Francisco leitete er von 1965 bis 1969 den Mechanics’ Institute Chess Club, den ältesten noch bestehenden Schachklub der USA.
Als die FIDE im Juli 1971 die Elo-Zahl einführte, wurde Addison mit einer Wertung von 2490 geführt, die sich aufgrund seines Rückzugs vom Turnierschach nicht mehr änderte. Seine höchste historische Elo-Zahl wurde für Februar 1963 mit einem Wert von 2595 ausgewiesen.